# NGC 244
NGC 244는 고래자리에 위치한 렌즈형 은하이다. 1785년 12월 30일, 윌리엄 허셜에 의해 발견되었다.